# Alarcón
Alarcón é um município da Espanha na província de Cuenca, comunidade autónoma de Castela-Mancha. Tem km² de área e em 2021 tinha 151 habitantes (densidade: 1,3 hab./km²).
O rio Júcar, que passa junto a este município, traça uma configuração única com a albufeira do Alarcón, a pequena barragem do Henchidero e  o conjunto monumental situado num promontório de mais de 800 metros de altura. Mas a história de Alarcón não se constrói apenas em redor do Júcar mas sim em torno do seu castelo, que converteu a localidade em fortaleza desde o período islâmico. O seu ayuntamiento e as igrejas de São Domingos de Silos e de Santa Maria também são muito interessantes.